# Bob Garretson

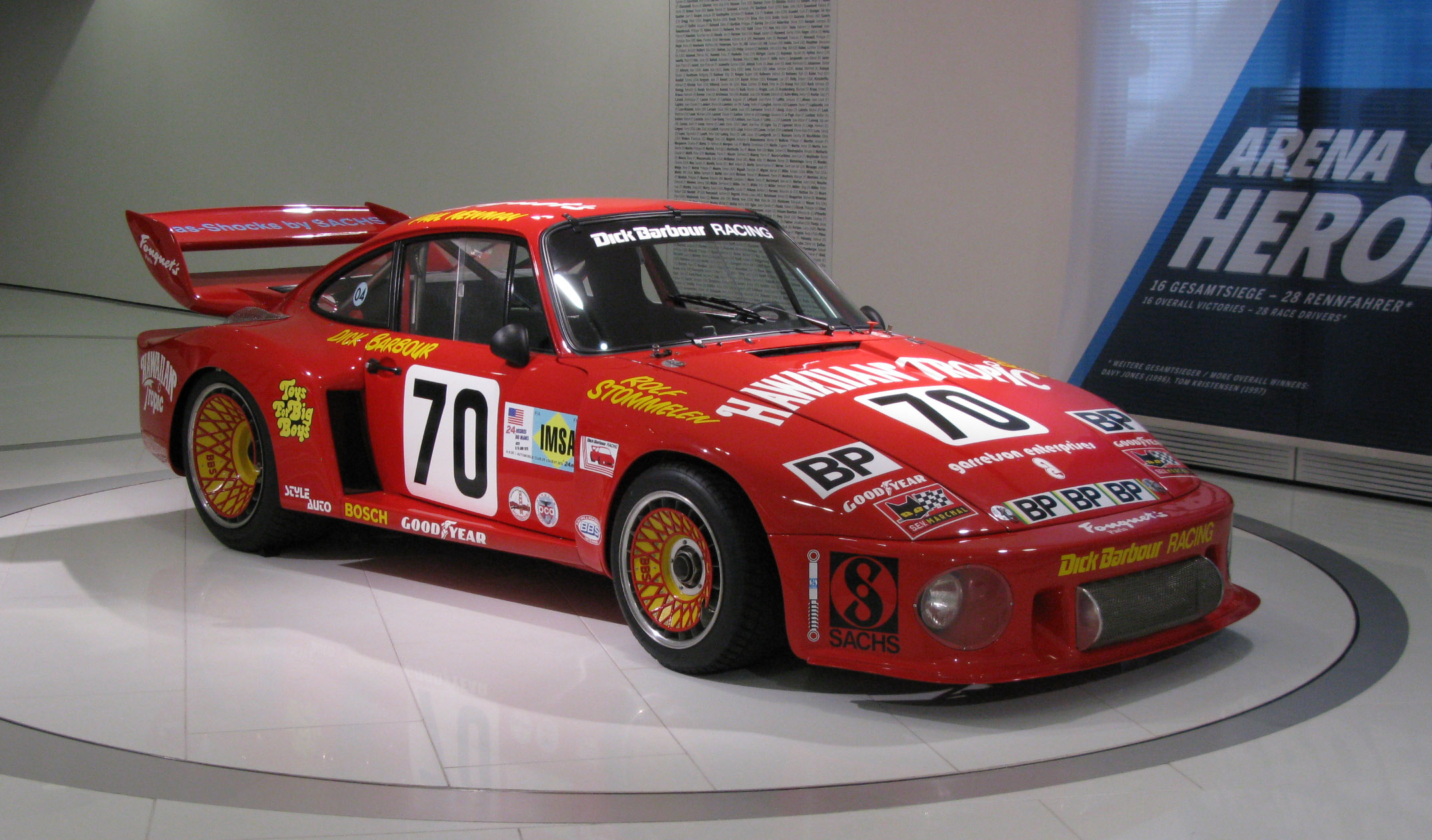
Der Porsche 935 war Garretsons bevorzugtes Rennfahrzeug

Oliver Robert „Bob“ Garretson (* 8. September 1933 in  Sunnyvale, Kalifornien; † 13. April 2025) war ein US-amerikanischer Autorennfahrer und Rennstallbesitzer. Er war der erste Weltmeister der 1981 eingeführten Fahrerwertung der Sportwagen-Weltmeisterschaft.

## Karriere
Seit der Einführung der Sportwagen-Weltmeisterschaft 1953 wurde ausschließlich eine Meisterschaft der Marken und Rennmannschaften ausgefahren. Dies änderte sich 1981, als erstmals eine Fahrerwertung ausgeschrieben wurde. Den ersten Titel gewann der zu dieser Zeit außerhalb Nordamerikas weithin unbenannte US-Amerikaner Bob Garretson.
Garretson, der nur einige Jahre als Profi-Rennfahrer aktiv war und auch einen eigenen Rennstall betrieb, konnte neben dem Weltmeistertitel einige Erfolge vorweisen. 1978 gewann er die Gesamtwertung des 12-Stunden-Rennens von Sebring und 1981 das 24-Stunden-Rennen von Daytona. Nach dem 24-Stunden-Rennen von Daytona 1983 trat er vom Rennsport zurück und verkaufte sein Rennteam.
Er starb im April 2025.

## Statistik

### Le-Mans-Ergebnisse
| Jahr | Team                   | Fahrzeug       | Teamkollege      | Teamkollege           | Platzierung | Ausfallgrund  |
| ---- | ---------------------- | -------------- | ---------------- | --------------------- | ----------- | ------------- |
| 1978 | Dick Barbour Racing    | Porsche 935/77 | Steve Earle      | Bob Akin              | Ausfall     | Unfall        |
| 1979 | Dick Barbour Racing    | Porsche 935/78 | Edwin Abate      | Skeeter McKitterick   | Rang 8      |               |
| 1980 | Dick Barbour Racing    | Porsche 935K3  | Bobby Rahal      | Allan Moffat          | Ausfall     | Ventilschaden |
| 1981 | Cooke-Woods Racing     | Porsche 935K3  | Ralph Kent-Cooke | Anne-Charlotte Verney | Rang 6      |               |
| 1982 | Garretson Developments | Porsche 935 K3 | Ray Ratcliff     | Anne-Charlotte Verney | Rang 11     |               |

### Sebring-Ergebnisse
| Jahr | Team                                     | Fahrzeug      | Teamkollege  | Teamkollege    | Platzierung | Ausfallgrund |
| ---- | ---------------------------------------- | ------------- | ------------ | -------------- | ----------- | ------------ |
| 1978 | Dick Barbour Performance                 | Porsche 935   | Brian Redman | Charles Mendez | Gesamtsieg  |              |
| 1979 | Dick Barbour Racing                      | Porsche 935   | Gary Belcher | Bob Bondurant  | Rang 3      |              |
| 1980 | Dick Barbour Racing                      | Porsche 935K3 | Kees Nierop  | Bobby Rahal    | Rang 7      |              |
| 1981 | Cooke Woods Racing Garretson Enterprises | Porsche 935K3 | Brian Redman | Bobby Rahal    | Rang 17     |              |